# Hemidactylus bayonii
Espèce
Hemidactylus bayonii est une espèce de geckos de la famille des Gekkonidae.

## Répartition
Cette espèce est endémique d'Angola.

## Étymologie
Cette espèce est nommée en l'honneur de Francisco Antonio Pinheiro Bayão.

## Publication originale
- Bocage, 1893 : Diagnoses de quelques nouvelles espèces de reptiles et batraciens d'Angola. Jornal de Sciências, Mathemáticas, Physicas e Naturaes, Lisbõa, ser. 2, vol. 3, p. 115-121 (texte intégral).